# Vielleicht lieber morgen (Film)
Vielleicht lieber morgen (Originaltitel: The Perks of Being a Wallflower [Die Vorteile des Mauerblümchendaseins]) ist ein US-amerikanisches Filmdrama aus dem Jahr 2012, das auf dem gleichnamigen Roman von Stephen Chbosky basiert. Regie führte er selbst, die Hauptrollen übernahmen Logan Lerman, Emma Watson und Ezra Miller.

## Handlung
Charlie ist in seinem ersten Jahr an der Highschool. Er ist verschlossen und braucht lange, um neue Freunde zu gewinnen. So kommt es am ganzen ersten Schultag nur zu einem einzigen Gespräch, nämlich zwischen ihm und seinem Englischlehrer Mr. Anderson. Um seine Eltern nicht zu beunruhigen, erzählt er ihnen nichts von seinen wahren Gefühlen. Es wird angedeutet, dass er vor nicht allzu langer Zeit einen psychischen Zusammenbruch erlitten hat und Psychopharmaka nimmt.
Bei einem Footballspiel trifft er seinen Schulkameraden Patrick und dessen Stiefschwester Sam und freundet sich mit ihnen an. Später tanzt Charlie mit ihnen bei einer Schulveranstaltung und sie nehmen ihn auf eine Hausparty mit, wo er Mary Elizabeth kennenlernt. Dort isst er unwissentlich einen Haschischbrownie und unterhält die Anwesenden mit seinen Beobachtungen. Sam holt ihn aus der Runde heraus und Charlie erzählt ihr, dass sein bester Freund sich vor einem Jahr das Leben nahm. Außerdem überrascht er Patrick mit dem beliebten Footballspieler Brad bei einem Kuss in einem abgelegenen Zimmer.
Sam wird klar, dass Charlie keine Freunde hat, und sie beschließt gemeinsam mit Patrick, ihn in ihren Freundeskreis aufzunehmen. Charlie bietet Sam an, ihr bei den Vorbereitungen für ihren Studierfähigkeitstest zu helfen, damit sie das College besuchen kann. Auf dem Nachhauseweg steigt Sam in einem Tunnel aus der Fahrerkabine aus und genießt die Fahrt stehend auf der Ladefläche des Pickups, während das Lied Heroes von David Bowie zu hören ist, das den Rest des Filmes als „Tunnelsong“ bezeichnet wird.
Zu Weihnachten bekommt Charlie von Sam eine Schreibmaschine geschenkt. Die beiden reden über Beziehungen und es stellt sich heraus, dass Charlie noch nie ein Mädchen geküsst hat, geschweige denn eine Freundin hatte. Sam dagegen bekam ihren ersten Kuss mit elf Jahren vom Chef ihres Vaters. Auch sie hatte eine traumatische Kindheit und wurde von ihren Liebhabern stets schlecht behandelt. Obwohl sie jetzt einen Freund hat, küsst sie Charlie, da sie will, dass er seinen ersten Kuss von jemandem bekommt, der ihn liebt. Die beiden gestehen einander ihre Liebe, doch Sam bleibt zunächst weiter mit ihrem Freund Craig zusammen.
Sam, Patrick und all ihre Freunde spielen an einem Theater die Rocky Horror Picture Show. Als zu einer Vorführung Sams Freund Craig verhindert ist, bitten sie kurzerhand Charlie, die Rolle zu übernehmen. Nach der Show fragt Mary Charlie, ob er sie zum Sadie-Hawkins-Tanz begleiten möchte, worein er einwilligt. Nach dem Ball nimmt sie ihn mit zu sich nach Hause und sie küssen sich. Charlie geht widerwillig eine Beziehung mit ihr ein und trennt sich nicht von ihr, weil er ihre Gefühle nicht verletzen will.
In der Beziehung der beiden hat Mary die Zügel in der Hand, während Charlie immer genervter und sichtlich unglücklich ist. Die Beziehung endet, als die Clique eines Abends Wahrheit oder Pflicht spielt. Patrick fordert Charlie auf, die schönste Frau im Raum zu küssen, woraufhin er spontan Sam küsst. Patrick fährt Charlie nach Hause und bittet ihn, der Gruppe fernzubleiben, bis alle sich wieder beruhigt haben.
Charlie ist nun wieder auf sich gestellt und nicht bei den anderen willkommen. Sein psychischer Zustand verschlechtert sich. Erinnerungen an ein traumatisches Erlebnis blitzen bei ihm auf; er hat Flashbacks vom Tod seiner Tante Helen, die bei einem Autounfall ums Leben kam, als er sieben Jahre alt war.
Als Brads Vater seinen Sohn bei Intimitäten mit Patrick erwischt, schlägt er ihn zusammen. Brad distanziert sich danach von Patrick. Kurz darauf beschimpft er Patrick in der Schulcafeteria vor seinen Freunden als „Schwuchtel“. Patrick ist außer sich und fängt eine Schlägerei mit Brad an. Diese endet darin, dass drei von Brads Kumpeln ihm übel zusetzen, bis Charlie eingreift. Charlie hat einen Blackout und kann nur ahnen, was er getan hat, als er seine geschwollenen Knöchel betrachtet und Brads Kumpels am Boden liegen. Er hilft Patrick auf und warnt alle Anwesenden davor, noch einmal Hand an seine Freunde zu legen. Sam versöhnt sich wieder mit Charlie, und auch Mary hat die Trennung überwunden und einen neuen Freund. Patrick verbringt nach der Trennung von Brad viel Zeit mit Charlie und lässt sich von ihm trösten.
Sam trennt sich von Craig, nachdem sie herausgefunden hat, dass er ihr die ganze Zeit untreu war. Sie erhält eine Zusage von ihrem bevorzugten College und macht sich bereit, dort an den Einführungsveranstaltungen teilzunehmen. Am Abend vor ihrer Abfahrt hilft Charlie ihr beim Packen, und Sam fragt ihn, warum er sie nie zu einem Date gebeten habe. Daraufhin küssen sich Charlie und Sam, und als sie seinen Oberschenkel berührt, hat Charlie einen irritierenden Flashback von ihm und seiner Tante Helen, weshalb er den Kuss unterbricht. Als Sam ihn fragt, was denn los sei, antwortet er mit „Nichts“ und beginnt sie wieder zu küssen. Am nächsten Morgen verabschiedet Charlie sich von Sam und Patrick, als diese zum College aufbrechen. Sam und Charlie sind schließlich zusammen und küssen sich zum Abschied.
Auf dem Weg nach Hause ist Charlie aufgewühlt und hat intensive Flashbacks von seiner Tante Helen. Er ruft seine Schwester an und sagt ihr, dass er sich für den Tod seiner Tante verantwortlich fühle. Diese benachrichtigt sofort die Polizei, weil sie befürchtet, Charlie könne sich das Leben nehmen. Charlie wird in eine Klinik eingeliefert und unterzieht sich einer Therapie. Es stellt sich heraus, dass seine Tante ihn als Kind sexuell missbraucht und er die Erinnerungen daran verdrängt hat. Charlies Eltern erfahren davon durch seine Ärztin.
Wieder zu Hause besuchen Sam und Patrick ihn in den Ferien. Die drei fahren wieder in das Restaurant, Sam erzählt von ihrem Leben am College, und dass sie den Tunnelsong gefunden hat. Sie fahren zum selben Tunnel und diesmal steht Charlie auf der Ladefläche.

## Rezeption

### Kritiken
Der Film bekam überwiegend positive Kritiken, und bei Rotten Tomatoes erreichte „Vielleicht lieber morgen“ einen Wert von 85 Prozent. Die Publikumsmeinung zeigt, dass 89 Prozent der Besucher der Film gefiel. In der Internet Movie Database wurde „Vielleicht lieber morgen“ mit 8,1 bewertet. Bei Metacritic erreichte der Film 67/100.

„Die Romanverfilmung entfaltet das charmante Porträt von Jugendlichen, die jenseits des Mainstream schwimmen, bewegt sich aber zu sehr in den gängigen Gewässern des Coming-of-Age-Dramas, um mit der behaupteten Aufmüpfigkeit der Figuren mitzuhalten.“

### Einspielergebnis
Der Film konnte weltweit rund 33 Millionen US-Dollar einspielen, davon rund 18 Millionen US-Dollar im nordamerikanischen Raum.

### Auszeichnungen
Awards Circuit Community Awards 2012
- Nominierung in der Kategorie Best Motion Picture
- Nominierung in der Kategorie Best Actor in a Leading Role für Logan Lerman
- Nominierung in der Kategorie Best Actor in a Supporting Role für Ezra Miller
- Nominierung in der Kategorie Best Actor in a Supporting Role für Emma Watson
- Nominierung in der Kategorie Best Adapted Screenplay für Stephen Chbosky
- Nominierung in der Kategorie Best Cast Ensemble

Boston Society of Film Critics Awards 2012
- BSFC Award in der Kategorie Bester Nebendarsteller für Ezra Miller
- Nominierung in der Kategorie Beste Nebendarstellerin für Emma Watson

Hollywood Film Awards 2012
- Spotlight Award für Ezra Miller

San Diego Film Critics Society Awards 2012
- SDFCS Award in der Kategorie Best Supporting Actress für Emma Watson
- SDFCS Award in der Kategorie Best Ensemble Performance
- Nominierung in der Kategorie Best Adapted Screenplay für Stephen Chbosky

People’s Choice Award 2013
- People’s Choice Award als Bestes Drama

Film Independent Spirit Awards 2013
- Independent Spirit Award als bester Debütfilm

## Produktion

### Entwicklung
Mr. Mudd Productions, die Produktionsfirma, versuchte Stephen Chbosky für die Verfilmung seines eigenen Buches zu gewinnen. Die Produzenten des Films, John Malkovich, Lianne Halfon, und Russell Smith, schafften es, Stephen Chbosky als Drehbuchautor und Regisseur zu engagieren. Im Mai 2010 wurde über die Besetzung von Logan Lerman und Emma Watson spekuliert, die im Februar 2011 schließlich als Besetzungen für die Rollen Charlie und Sam bestätigt wurden, nachdem im Monat zuvor Summit Entertainment die Filmrechte erwarb. In den folgenden Monaten wurden Mae Whitman, Nina Dobrev und Paul Rudd (alle im April) für die Rollen der Mary Elizabeth, Candace und Bill sowie am 9. Mai Kate Walsh für die Rolle von Charlies Mutter bestätigt.

### Dreharbeiten
Der Film wurde in der Pittsburgh Metropolitan Area vom 9. Mai bis 29. Juni 2011 hauptsächlich im Stadtteil Upper Hill gedreht, der Chboskys Wohnort und die im Film vorkommende Highschool enthält.
Szenen, in denen die Schauspieler in der Rocky Horror Picture Show vorkommen, wurden im Hollywood Theater in Dormont gedreht, dem Kino, in dem Chbosky als Jugendlicher selbst die Rocky Horror Picture Show gesehen hatte. Als er von der Wiedereröffnung erfuhr, entschied er, die entsprechenden Filmszenen dort zu drehen.

### Synchronisation
Die deutsche Synchronisation entstand bei RRP in Berlin. Dialogregie führte Matthias Müntefering, das Dialogbuch stammt von Stefan Kaiser.
| Rolle             | Schauspieler    | Deutscher Synchronsprecher |
| ----------------- | --------------- | -------------------------- |
| Charlie Kelmeckis | Logan Lerman    | Ozan Ünal                  |
| Sam               | Emma Watson     | Gabrielle Pietermann       |
| Patrick           | Ezra Miller     | Christian Zeiger           |
| Candace Kelmeckis | Nina Dobrev     | Tanya Kahana               |
| Mary Elizabeth    | Mae Whitman     | Marie-Luise Schramm        |
| Bill Anderson     | Paul Rudd       | Norman Matt                |
| Charlies Mutter   | Kate Walsh      | Tanja Geke                 |
| Charlies Vater    | Dylan McDermott | Peter Flechtner            |
| Brad              | Johnny Simmons  | Ricardo Richter            |

### Veröffentlichung
Vielleicht lieber morgen wurde erstmals am 8. September 2012 beim Toronto International Film Festival aufgeführt. Seine Kinopremiere feierte der Film am 10. September 2012 in Los Angeles. In Deutschland und Österreich erschien er am 1. November 2012.